# Noisettia
Noisettia es un género de plantas con flores perteneciente a la familia Violaceae. Comprende ocho especies.

## Especies seleccionadas
- Noisettia acuminata
- Noisettia frangulaefolia
- Noisettia galeopsifolia